# Stazione di Isili
La stazione di Isili è una stazione ferroviaria al servizio del comune di Isili, capolinea delle ferrovie per Cagliari e per Sorgono, quest'ultima turistica.

## Storia
La nascita della stazione è ricollegata alla costruzione della rete ferroviaria a scartamento ridotto della Sardegna, iniziata nell'ultimo quarto dell'Ottocento. Il progetto della Società italiana per le Strade Ferrate Secondarie della Sardegna, che si era aggiudicata la gara per la costruzione e la gestione delle nuove linee, prevedeva tra le altre una ferrovia che da Cagliari portasse verso il Sarcidano e da qui verso il Mandrolisai. Fu così che il 15 febbraio 1888 la prima linea di questa rete, la Cagliari-Isili, fu aperta al traffico, e con essa lo scalo isilese. L'anno successivo fu il turno dell'inaugurazione della ferrovia tra la stazione e Sorgono, che rendeva quindi possibile il collegamento tra Cagliari ed il Mandrolisai.
Negli anni dieci del Novecento le Ferrovie Complementari della Sardegna progettarono a loro volta una propria rete a scartamento ridotto, la cui linea principale avrebbe collegato Isili con Villacidro e con lo scalo delle Ferrovie Reali di Sanluri Stato. I lavori furono portati a termine nel 1915, e il 21 giugno di quell'anno anche la ferrovia Isili-Villacidro fu aperta al pubblico ed i treni iniziarono a collegare lo scalo con il comune campidanese. Tuttavia benché le relazioni avessero origine e termine nella stazione di Isili la nuova linea si distaccava da quella per Sorgono nella successiva stazione di Sarcidano (realizzata allo scopo).

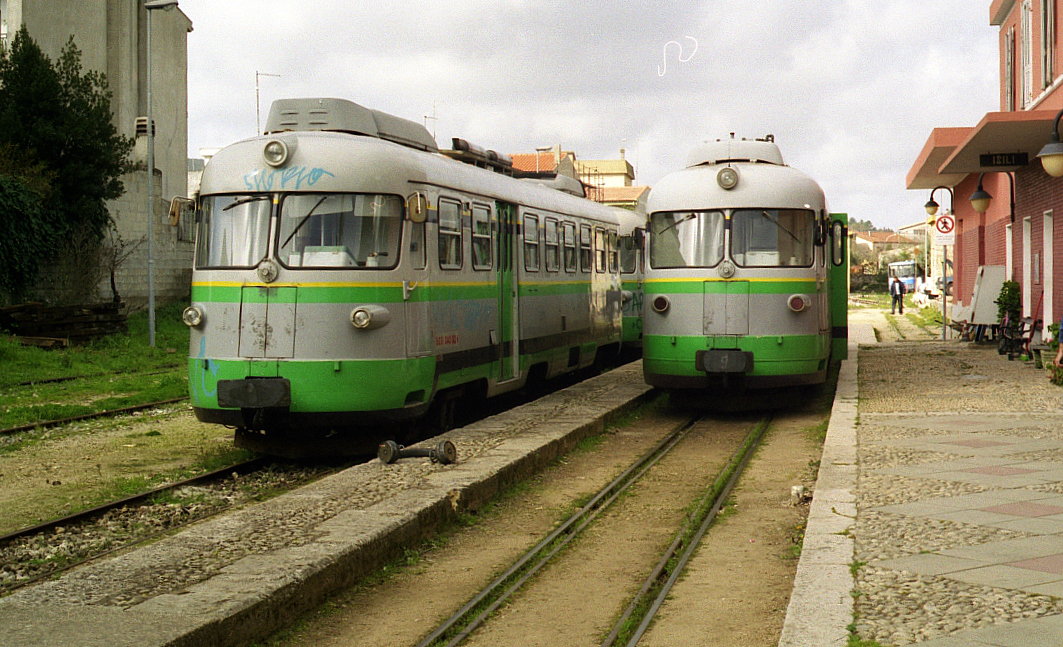
Automotrici ADe in sosta nei binari 1 e 2 dello scalo nel 2001, durante la gestione FdS

Nel 1921 le FCS assorbirono le SFSS, divenendo il gestore della stazione, che in quegli anni sarebbe diventata un importante scalo di scambio per i treni delle Complementari. Nel secondo dopoguerra tuttavia, le FCS cessarono l'esercizio sulla Isili-Villacidro, sostituendola con delle autocorse a partire dal 5 settembre 1956.
La stazione passò alla gestione delle Ferrovie della Sardegna nel 1989, le quali nel giugno 1997 chiusero anche la Isili-Sorgono, mantenendola attiva per il solo traffico turistico del progetto Trenino Verde. Da allora la stazione di Isili è divenuta il capolinea settentrionale per i treni del servizio di trasporto pubblico del compartimento cagliaritano delle FdS (dal 2008 ARST Gestione FdS). Nel 2010 si registrò il passaggio della stazione all'ARST; sempre quell'anno iniziarono i lavori (conclusi nel 2011) di ammodernamento dell'infrastruttura ferroviaria dello scalo, coincidenti con la provvisoria chiusura della linea per Cagliari per la sostituzione dell'armamento.

## Strutture e impianti
La stazione è configurata come scalo passante, ed è il capolinea settentrionale della ferrovia Cagliari-Isili, oltre che quello meridionale della linea che dallo scalo conduce sino a Sorgono. Per quanto riguarda il piano del ferro questo comprende tre binari, di cui il primo di corsa ed il secondo passante in uso per il servizio viaggiatori, tutti a scartamento da 950 mm e serviti da due banchine lunghe circa cento metri ciascuna. Il terzo binario, accessibile tramite una singola comunicazione posta sul lato Sorgono, termina tronco all'interno della rimessa rotabili della stazione, dinanzi alla quale è posta inoltre la piattaforma girevole della stazione.
Prima dei lavori del 2010 il numero di binari era maggiore, con la presenza di un'ulteriore unità passante per il servizio viaggiatori e di un tronchino terminante nello scalo merci della stazione, comprendente anche un piano caricatore ed un magazzino.
Il maggiore degli edifici presenti in stazione tuttavia è il fabbricato viaggiatori, costruzione a due piani ed a pianta rettangolare, dotata di cinque accessi sul lato binari, caratterizzata dal punto di vista visivo da una decorazione in mattoncini rossi lungo tutto il perimetro del piano terra che la accomuna ad altri edifici presenti negli scali della Cagliari-Isili. Nei locali è ospitata inoltre la locale dirigenza del movimento.
La stazione ospita anche un deposito per gli autobus dell'ARST, per cui sono presenti vari locali all'interno del piazzale ferroviario lato Sorgono.

## Movimento
Con riferimento all'orario del primo semestre 2017 la stazione è servita per quanto concerne il trasporto pubblico dalle relazioni ferroviarie espletate dall'ARST lungo la ferrovia per Cagliari, dal 2008 avente termine nella stazione di San Gottardo a Monserrato. Complessivamente sono effettuate quattro coppie di corse nei giorni feriali, mentre non vengono espletate relazioni nei festivi. Di norma inoltre nel periodo estivo l'impianto è inutilizzato per il servizio di trasporto pubblico su ferro, integralmente sostituito da autolinee nel tronco da Mandas alla stazione.
Tuttavia la stazione nello stesso periodo è impiegata per i treni turistici a calendario del Trenino Verde diretti da Mandas verso la linea per Sorgono; con riferimento all'estate 2016 erano effettuate due coppie di corse settimanali colleganti lo scalo con quello di Laconi.

## Servizi
Nel fabbricato viaggiatori della stazione sono presenti alcuni servizi a disposizione dell'utenza, tra cui una biglietteria ed una sala d'aspetto.
- Biglietteria a sportello
- Sala d'attesa
- Servizi igienici

## Interscambi
Il piazzale della stazione ospita anche una fermata delle autolinee ARST, che oltre a svolgere il servizio sostitutivo ferroviario permettono il collegamento con vari centri tra cui Villacidro (in questo caso si tratta dell'autolinea sostitutiva della vecchia ferrovia Isili-Villacidro) Laconi, Nureci, Cagliari e Villamar. La stazione è inoltre sede di un deposito autobus dell'azienda.
- Fermata autobus